# Пустовское
Пустовское — озеро на территории Сумпосадского сельского поселения Беломорского района Республики Карелии.

## Общие сведения
Площадь озера — 2 км², площадь водосборного бассейна — 1840 км². Располагается на высоте 35,2 метров над уровнем моря.
Форма озера лопастная, продолговатая: вытянуто с северо-востока на юго-запад и разделено на два неравных по площади плёса полуостровом, выдающимся из северо-западного берега. Берега изрезанные, каменисто-песчаные.
Через озеро протекает река Сума, впадающая в Онежскую губу Белого моря (Поморский берег).
В озере не более десятка безымянных островов различной площади, однако их количество может варьироваться в зависимости от уровня воды.
Воль северо-западного берега озера проходит дорога местного значения 86К-20 («Беломорск — Сумпосад — Вирандозеро — Нюхча»).
Код объекта в государственном водном реестре — 02020001411102000009025.

## Панорама

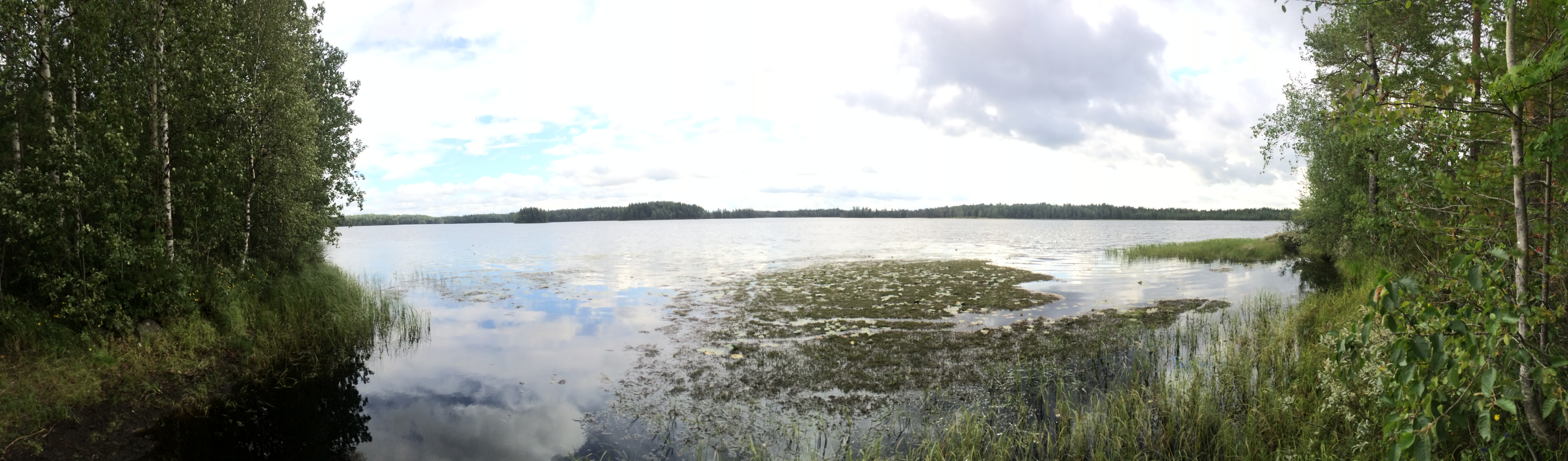
Панорама